# شاپرک‌های چامائسفسیا
شاپرک‌های چامائسفسیا(نام علمی: Chamaesphecia) نام یک سرده از تیره شاپرک‌های بال‌شیشه‌ای است.